# Thomas & vennerne: Fanget på Tågeøen
Thomas & vennerne: Fanget på Tågeøen (eng. Thomas & Friends: Misty Island Rescue) er en animeret britisk film fra 2010 instrueret af Greg Tiernan. Filmen er animeret af selskabet HIT Entertainment i samarbejde.

## Medvirkende

### Danske stemmer[1]
- Povl Dissing
- Caspar Phillipson
- Troells Toya
- Ole Rasmus Møller
- Christian Damsgaard

### Engelske stemmer
- Michael Angelis
- Ben Small
- Matt Wilkinson
- Keith Wickham
- Kerry Shale
- Teresa Gallagher
- Togo Igawa
- Michael Brandon
- Martin Sherman
- William Hope
- Kerry Shale
- Jules de Jongh
- Glenn Wrage
- David Bedella
- Keith Wickham
- Togo Igawa
- Matt Wilkinson